# Helsinška deklaracija
Helsinška deklaracija je deklaracija, ki vsebuje temeljna načela biomedicinskega raziskovanja na ljudeh s posebnim poudarkom, da pri raziskavi na človeku nikoli ne sme korist za znanost in za družbo prevladati nad skrbjo za dobrobit in blaginjo posameznika. Svetovno zdravniško združenje (WMA) ga je sprejelo na svoji 18. generalni skupščini leta 1964 v Helsinkih, kasneje pa so jo še večkrat dopolnili, nazadnje leta 2013.

## Dopolnitve
Helsinško deklaracijo so večkrat dopolnili:
- 1. dopolnitev: 29. generalna skupščina WMA, Tokio, Japonska, oktober 1975;
- 2. dopolnitev: 35. generalna skupščina WMA, Benetke, Italija, oktober 1983;
- 3. dopolnitev: 41. generalna skupščina WMA, Hongkong, Kitajska, september 1989;
- 4. dopolnitev: 48. generalna skupščina WMA, Somerset West, Južna Afrika, oktober 1996;
- 5. dopolnitev: 52. generalna skupščina WMA, Edinburg, Škotska, oktober 2000;
- 6. dopolnitev: 53. generalna skupščina WMA, Washington DC, ZDA, oktober 2002;
- 7. dopolnitev: 55. generalna skupščina WMA, Tokio, Japonska, oktober 2004;
- 8. dopolnitev: 59. generalna skupščina WMA, Seul, Južna Koreja, oktober 2008;
- 9. dopolnitev: 64. generalna skupščina WMA, Fortaleza, Brazilija, oktober 2013.

## Prenos v slovenski prostor
V Sloveniji je bila komisija za medicinsko etiko pri Fakulteti za medicino, ki je sledila vsem načelom Helsinške deklaracije, ustanovljena že v sredi 60-ih let. Hkrati je začel veljati predpis, da mora vse medicinske raziskave odobriti ustanovljena komisija. Od ustanovitve komisije za medicinsko etiko naprej so bila načela Helsinške deklaracije in njenih kasnejših dopolnitev dosledno upoštevana, leta 2000 je bil sprejet Pravilnik o kliničnem preskušanju zdravil, ki izrecno zapoveduje, da morako biti protokoli, izvedbe in poročila o kliničnih preskušanjih izvedeni v skladu z načeli dobre klinične prakse, ob upoštevanju etičnih principov Helsinške deklaracije.